# Vanity (film 1915)
Vanity è un cortometraggio muto del 1915 diretto da Joseph De Grasse. La sceneggiatura la si deve alla regista Ida May Park, moglie e collaboratrice fissa di De Grasse.

## Produzione
Il film fu prodotto dalla Rex Motion Picture Company.

## Distribuzione
Distribuito dall'Universal Film Manufacturing Company, il cortometraggio uscì nelle sale cinematografiche statunitensi il 1º luglio 1915.